# HD 216201
HD 216201，又名BD+18 5059，SAO 108211、HR 8691，是一颗恒星，视星等为6.4，位于銀經87.35，銀緯-35.25，其B1900.0坐标为赤經22h 45m 45.4s，赤緯+18° -35.25′ 42″。